# Matthias Ettrich

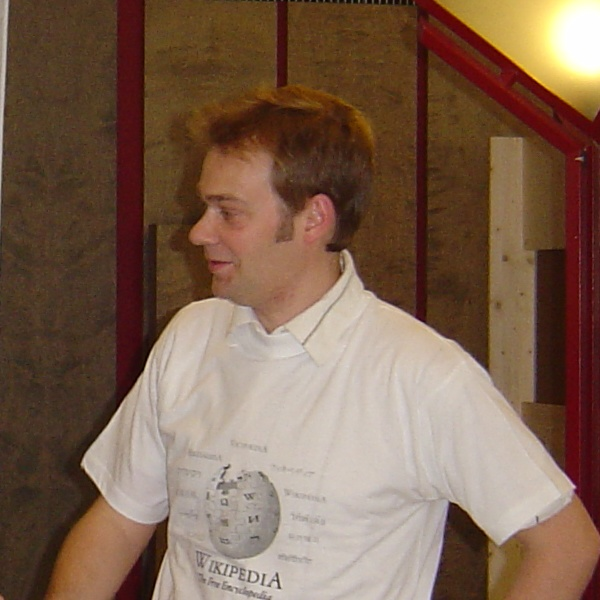
Matthias Ettrich auf dem LinuxTag 2005

Matthias Frank Ettrich (* 14. Juni 1972 in Bietigheim, Deutschland) ist ein deutscher Informatiker und der Initiator des KDE-Projekts.

## Leben
Ettrich studierte am Wilhelm-Schickard-Institut für Informatik an der Eberhard-Karls-Universität Tübingen.
Er gab 1996 im Usenet den Anstoß für eine „konsistente, nette und freie Desktop-Umgebung“ für Unix, die auf dem Qt-GUI-Toolkit basiert.
Zuvor programmierte Matthias Ettrich 1995 das grafische TeX-Frontend LyX, das er als Student zur Abfassung seiner Seminararbeiten als Semesterarbeit entwickelte. Da LyX hauptsächlich für Linux gedacht war, versuchte er, die Linux-Desktop-Umgebung für Anwender zu vereinfachen. Die Einsicht, dass dies nur über Vereinheitlichung möglich sei, führte schließlich zur Gründung des KDE-Projektes.
Nach dem Studium arbeitete er bei Trolltech in Oslo an der Weiterentwicklung von Qt, der Basis von KDE. Von 2006 an fungiert er als Leiter der im selben Jahr eröffneten Niederlassung von Trolltech in Berlin, die seit 2012 ein Teil der Digia-Sparte Qt Development Frameworks ist.
Seit August 2014 arbeitet er als „Distinguished Architect“ bei Here.

## Auszeichnung
2009 wurde Matthias Ettrich für die Initiierung des Open-Source-Software-Projektes KDE die Verdienstmedaille des Verdienstordens der Bundesrepublik Deutschland verliehen.

## Schriften
- Koordination und Kommunikation in Open-Source-Projekten. In: Robert A. Gehring, Bernd Lutterbeck (Hrsg.): Open Source Jahrbuch 2004. Zwischen Softwareentwicklung und Gesellschaftsmodell. Lehmanns Media, Berlin 2004, ISBN 3-936427-78-X. (online; PDF; 182 kB)